# Стрёмсгодсет
«Стрёмсгодсет» ИФ (норв. Strømsgodset Idrettsforening) — норвежский футбольный клуб из города Драммен, выступающий в Элитсерии. Основан 10 февраля 1907 года, домашние матчи проводит на стадионе «Марьенлист», вмещающем 7 500 зрителей.

## История
Спортивный клуб «Стрёмсгодсет» был создан 10 февраля 1907 года и включал в себя множество секций. Футбольная команда клуба долгое время не играла какой-либо заметной роли в норвежском футболе. В 1960-е годы «Стрёмсгодсет» за короткое время проделал путь от Четвёртого дивизиона до Первого. В 1966 году он выиграл свою группу во Втором дивизионе и впервые вышел в главную футбольную лигу Норвегии. Большую часть дебютного сезона в Первом дивизионе «Стрёмсгодсет» провёл в зоне вылета и лишь благодаря победе (4:2) над прямым конкурентом («Стейнхьером») в предпоследнем туре и ничье в последнем остался в элите норвежского футбола. 
Уже спустя два года «Стрёмсгодсет» стал третьим в чемпионате Норвегии и выиграл национальный кубок, в финале которого он одолел «Фредрикстад» по сумме двух матчей с общим счётом 7:5. Этот успех позволил клубу дебютировать на европейской арене, в Кубке кубков УЕФА 1970/1971. «Стрёмсгодсет» дома был разгромлен французским «Нантом» со счётом 0:5, а в ответном поединке сумел добиться победы со счётом 3:2. В том же году клуб завоевал свой первый чемпионский титул благодаря домашней победе (1:0) над «Шейдом» в последнем туре и поражению (0:3) «Хам-Кама» от «Русенборга» в матче того же дня. Спустя неделю «Стрёмсгодсет» во второй раз стал обладателем Кубка Норвегии, в финале турнира обыграв «Люн» со счётом 4:2. В 1973 году он в третий раз добился этого успеха, в решающем поединке одолев «Русенборг» со счётом 1:0. Также в первой половине 1970-х годов «Стрёмсгодсет» регулярно принимал участие в еврокубках, но неизменно вылетал в первом раунде. В Кубке кубков УЕФА 1974/1975 он был разгромлен в гостях английским «Ливерпулем» со счётом 0:11. На финише чемпионата Норвегии 1976 года «Стрёмсгодсет» потерпел три поражения подряд и вылетел во Второй дивизион.
Вернуться в главную лигу Норвегии «Стрёмсгодсет» сумел лишь в 1990 году. Год спустя он вновь выиграл национальный кубок, в финале победив «Русенборг» со счётом 3:2, но в чемпионате занял последнее место и вылетел из лиги. В 1993 году «Стрёмсгодсет» уверенно разобравшись в переходном турнире с «Мольде» и «Брюне» завоевал себе место в Типпелиге на будущий год, а в розыгрыше Кубка Норвегии достиг финала, где уступил «Будё-Глимту» со счётом 0:2. В чемпионате 1994 года команда потерпела 10 поражений подряд и вылетела в Первый дивизион, но спустя год смогла вернуться в элиту норвежского футбола. В 1997 году «Стрёмсгодсет» занял третье место в чемпионате, некоторое время даже лидировав, а в национальном кубке вновь достиг финала, где проиграл «Волеренге» со счётом 0:2. В Кубке УЕФА 1998/99 норвежский клуб сумел впервые в еврокубках преодолеть своего соперника, одолев в серии пенальти израильский «Хапоэль» из Тель-Авива.
Первую половину 2000-х годов «Стрёмсгодсет» провёл в Первом дивизионе. В 2006 году он выиграл его и вернулся в Типпелигу. В 2008 году главным тренером клуба стал Ронни Дейла, с которым «Стрёмсгодсет» достиг своих главных успехов в современной истории. В 2010 году команда из Драммена в пятый раз выиграла национальный кубок, в финале переиграв аутсайдера Первого дивизиона «Фолло» со счётом 2:0. В 2012 году «Стрёмсгодсет» на протяжении всего чемпионата боролся за титул с «Мольде» и «Русенборгом», в итоге став вторым. А спустя год он всё же сумел выйти победителем в заочном противостоянии с «Русенборгом» и выиграть свой второй чемпионский титул в истории.
23 февраля 2014 года был обыгран московским Локомотивом со счетом 15:0 в товарищеском матче.
В 2015 году «Стрёмсгодсет» стал вторым в чемпионате Норвегии.

Старая эмблема клуба

## Достижения
- Премьер-лига Норвегии:
  - Чемпион (2): 1970, 2013
  - Вице-чемпион (1): 2012
  - Бронзовый призёр (3): 1969, 1972, 1997

- Кубок Норвегии:
  - Обладатель (5): 1969, 1970, 1973, 1991, 2010;
  - Финалист (3): 1993, 1997, 2018

## Стадион
«Стрёмсгодсет» играет свои домашние игры на стадионе Марьенлист, служащего для него домашней ареной с 1967 года. Стадион реконструировался несколько раз, последний раз это произошло в 2014 году.
Нынешняя вместимость Марьенлиста составляет 8 935 зрителей. Рекорд посещаемости стадиона для матчей с участием «Стрёмсгодсета» был установлен 22 мая 1969 года, в поединке с «Русенборгом», и составил 16 687 человек.